# Neolindbergia vitiensis
Neolindbergia vitiensis là một loài Rêu trong họ Pterobryaceae. Loài này được (E.B. Bartram) Enroth miêu tả khoa học đầu tiên năm 1991.